# Mosul

Mosul

Mosul (arabiska: المَوْصِلُ, al-Mawsil; kurdiska: مووسڵ, Mûsil, Musił, syriska: ܡܘܨܠ, Musil) är huvudort i provinsen Ninawa i norra Irak, och är även huvudort för ett av provinsens distrikt. Den är landets näst största stad och är belägen vid floden Tigris, cirka 400 kilometer nordväst om Bagdad. Folkmängden är på grund av inbördeskriget mycket osäker men beräknades av FN till cirka 1,75 miljoner invånare 2016. Ruinerna efter den historiska staden Nineve ligger inom Mosuls stadsområde.
I juli 2014 intogs staden av terrorgruppen Islamiska staten. Efter nära nio månader av gatustrider återtog Irak 9 juli 2017 kontrollen över staden.

## Historia

### Tidig historia
Mosul var ursprungligen ett kloster, anlagt år 570 mittemot Ninive på andra stranden av Tigris. Perserkungen Khusrov II byggde senare ut Mosul till en fästning. År 641 erövrades den av araberna och bildade kärnan i den stad de uppförde. Omkring 100 år senare blev Mosul huvudstad i provinsen al-Djazira i Mesopotamien. Under 900-talet härskade hamdaniderna i Mosul. De följdes av ukailiderna och därefter av seldjukerna. Under åren 1127-1232 utvidgades och befästes Mosul av zengiderna. Staden belägrades förgäves av Saladin men gav sig år 1242 åt Hülegü och undgick därigenom plundring. Dock orsakade ett uppror år 1261 svår brandskattning. Skonat av Timur Lenk, tillföll Mosul efter vartannat turkmenerna, Safaviderna 1508 och osmanerna 1635. År 1743 skadades Mosul svårt av en jordbävning och förblev sedan en obetydlig provinsstad som var huvudstad i vilajetet med samma namn. Under första världskriget besattes Mosul 1918 av brittiska trupper och överlämnades efter långvariga förhandlingar genom Nationernas förbunds beslut till Irak.

### Nutid
Staden och den omgivande regionen erövrades 2014 av terroristorganisationen Islamska staten. En militär koalition bestående av Iraks militär och lokala miliser med internationellt stöd återtog 9 juli 2017 kontrollen efter nära nio månader av hårda gatustrider – se slaget om Mosul.

## Geografi
Terrängen runt Mosul är platt. Runt Mosul är det ganska tätbefolkat, med 58 invånare per kvadratkilometer. Trakten runt Mosul är ofruktbar med lite eller ingen växtlighet.

## Ekonomi och kultur
Staden Mosul var förr känt för sina fina bomullstyger – muslin.